# Terremoti in Eritrea
Principali terremoti avvenuti in Eritrea.
| Date              | Luogo             | Magnitudo              | Vittime | Dettagli                                   |
| ----------------- | ----------------- | ---------------------- | ------- | ------------------------------------------ |
| 29 novembre 1733  | Massaua           | 5,7 Richter 9 Mercalli |         |                                            |
| 14 settembre 1864 | Massaua           |                        |         | 14 e 15 settembre 1864                     |
| 2 novembre 1875   | Tigrai            | 6,2 Richter            | 51-100  | danni gravi                                |
| 20 luglio 1884    | Massaua, Muncullo | 6,2 Richter            |         | danni moderati, 101-1000 edifici distrutti |
| 27 febbraio 1913  | Asmara            | VI Mercalli            |         | Terremoto di Asmara del 1913               |
| 23 settembre 1915 | Asmara            |                        |         | Terremoto di Asmara del 1915               |
| 14 agosto 1921    | Massaua           | 5,9 Richter 8 Mercalli | 51-100  | danni gravi Terremoto di Massaua del 1921  |
| 12 giugno 2011    |                   | 5,7 Richter            |         | Terremoti dovuti ad un'eruzione vulcanica  |
| 1 agosto 2023     | Massaua           | 5,6 Richter            |         |                                            |